# Ecuada
Ecuada is een geslacht van vliesvleugeligen uit de familie bronswespen (Chalcididae). De wetenschappelijke naam van dit geslacht is voor het eerst geldig gepubliceerd in 1992 door Boucek.

## Soorten
Het geslacht Ecuada is monotypisch en omvat slechts de volgende soort:
- Ecuada producta Boucek, 1992